# 페타티크바

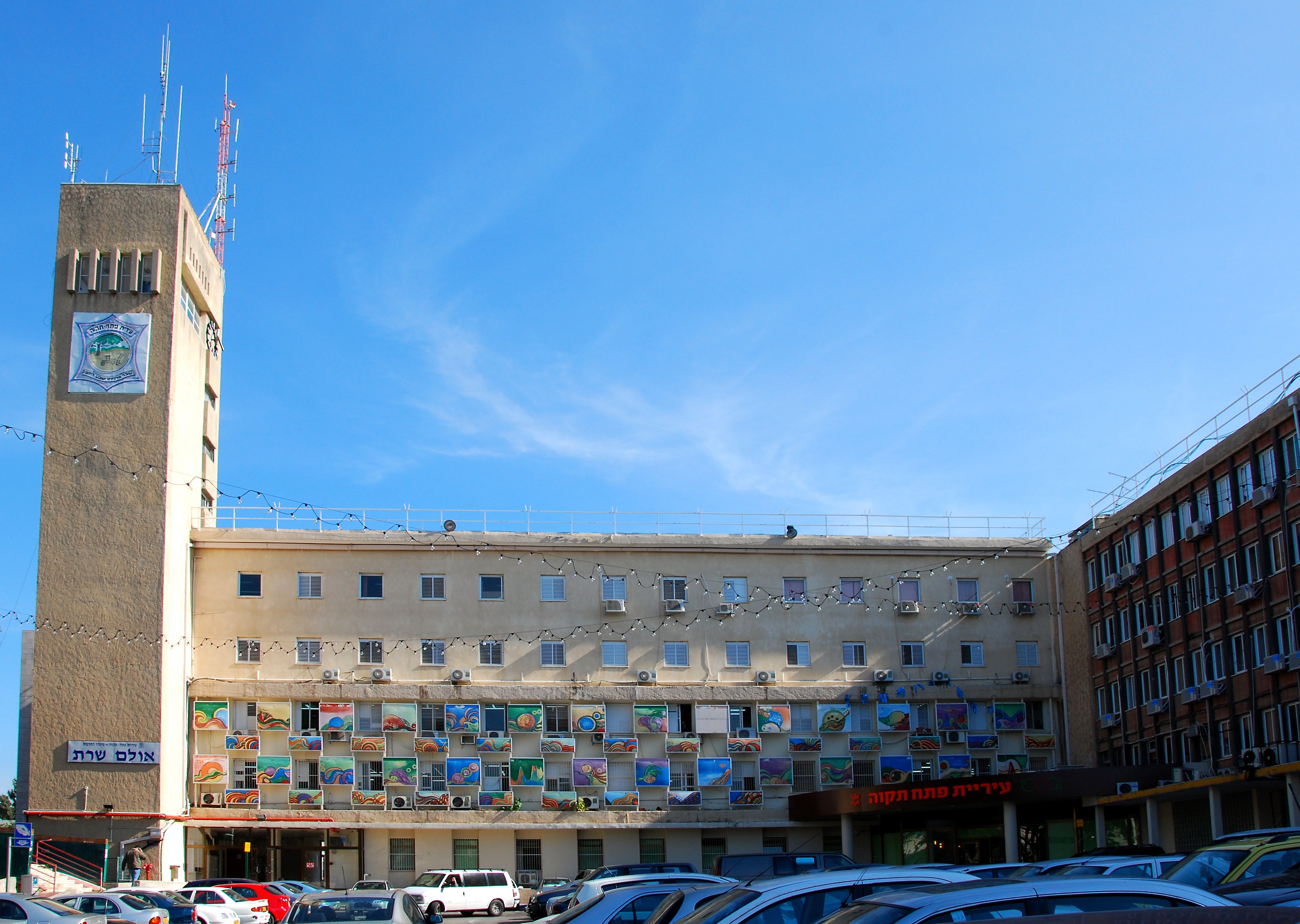
페타티크바 시청

시 문장

페타티크바(히브리어: פֶּתַח תִּקְוָה)는 이스라엘 중부 구의 도시로, 면적은 35.9km2, 인구는 209,600명(2009년 기준)이다. 텔아비브에서 동쪽으로 10.6km 정도 떨어진 곳에 위치하며 도시 이름은 히브리어로 "희망이 열린다"를 뜻한다.

## 자매 도시
- 미국 일리노이주 시카고
- 캐나다 퀘벡주 라발
- 중화인민공화국 이양 시
- 독일 코블렌츠
- 덴마크 오덴세 시
- 노르웨이 트론헤임
- 루마니아 바커우